# 紀三井寺站
紀三井寺站（日语：／ Kimiidera eki */?）是位於和歌山縣和歌山市三葛，屬於西日本旅客鐵道（JR西日本）的紀勢本線（紀國線）車站。本站在國鐵分割民營化前後的花見季節時，部分特急列車會在此停靠。

## 歷史
- 1924年（大正13年）2月28日 - 國鐵紀勢西線和歌山站（現時為紀和站）至箕島站開通，此站啟用[1]。
- 1959年（昭和34年）7月15日 - 三木里站至新鹿站之間開通，同時路線改名為紀勢本線[1]。
- 1987年（昭和62年）4月1日 - 伴隨國鐵分割民營化，車站由西日本旅客鐵道（JR西日本）營運[1]。
- 2004年（平成16年）9月1日 - 現時跨站式站房落成啟用[2]。
- 2013年（平成25年）3月16日 - 實施時間表修正，成為快速列車停車站。
- 2014年（平成26年）11月27日 - 設置綠色窗口。
- 2015年（平成27年）
  - 8月22日 - 車站引入自動閘機（日语：自動改札機）。
  - 8月30日 - 車站可以使用「ICOCA」智能卡。

在鄰站宮前站的下行本線向新宮方向約200m處，設有本州化學專用線分支點(該處上下行本線之間沒有渡線，進入本州化學的上行貨物列車需要在海南站折返)其專用線的所屬車站不是宮前站，而是此站。

## 車站構造
本站為地面車站，設有2面2線的相對式月台。本站現時使用的跨站式站房於2004年落成，並設有2處出入口和1處驗票閘口。此站是由和歌山站負責管理的業務委託車站，並委托JR西日本MAINTEC進行車站業務。站内設有1台觸控面板式自動售票機。
此站在未設有跨站式站房前設有1面1線的單式月台和1面2線的島式月台，共設有2面3線的複合式月台。當時1號月台是御坊方向，3號月台是和歌山方向，很少使用2號月台。隨著建設跨站式站房，3號月台被徹走，2號月台成為和歌山方向。車站前後的路段是直線，設有轉轍器和絶對信號機，被定義為停留所。類似的修改在關西本線（大和路線）法隆寺站。

### 月台
| 月台 | 路線   | 方向                 |
| ---- | ------ | -------------------- |
| 1    | 紀國線 | 海南、御坊、新宮方向 |
| 2    | 紀國線 | 和歌山、天王寺方向   |

- 以上的路線名是使用旅客資訊上的名稱（愛稱）。

## 使用狀況
以下列出近年1日平均乘車人次。
| 年度   | 一日平均 乘車人次 |
| ------ | ----------------- |
| 1998年 | 1,089             |
| 1999年 | 1,212             |
| 2000年 | 1,190             |
| 2001年 | 1,199             |
| 2002年 | 1,189             |
| 2003年 | 1,244             |
| 2004年 | 1,262             |
| 2005年 | 1,354             |
| 2006年 | 1,477             |
| 2007年 | 1,595             |
| 2008年 | 1,658             |
| 2009年 | 1,687             |
| 2010年 | 1,746             |
| 2011年 | 1,745             |
| 2012年 | 1,823             |
| 2013年 | 1,985             |
| 2014年 | 2,012             |
| 2015年 | 2,141             |
| 2016年 | 2,143             |
| 2017年 | 2,131             |

## 車站周辺
- 紀三井寺 （金剛宝寺）
- 名草山（日语：名草山）
- 和歌山縣立醫科大學紀三井寺校園
- 和歌山縣立醫科大學附屬醫院（日语：和歌山県立医科大学附属病院）
- 和歌山縣立醫科大學保健看護學部
- 山田電機 家電住Mairu館YAMADA和歌山店
- Central City和歌山（日语：セントラルシティ和歌山）
  - Super CentreOKUWA（日语：オークワ）
  - ABC MART（日语：ABC MART）
  - CAN DO（日语：キャンドゥ）
- ROUND 1（日语：ラウンドワン）館 和歌山店
- 宜得利紀三井寺店
- 和歌山市立名草小學
- 和歌山市立明和中學
- 紀三井寺郵局
- 紀陽銀行（日语：紀陽銀行）紀三井寺分店
- 國體道路（日语：国体道路）

### 巴士路線
和歌山巴士
- 44系統：紀三井寺站－新手平－JR和歌山站－本町2丁目－南海和歌山市站

在車站西邊200米（國道42號）處設有醫大醫院東口巴士站，此站較多巴士路線。

## 相鄰車站
西日本旅客鐵道
 紀國線（紀勢本線）
■快速
黑江－紀三井寺－和歌山
■普通（包括在阪和線內的快速及紀州路快速列車）
黑江－紀三井寺－宮前

## 注腳
1. 1 2 3 4  曾根悟（監修）. 朝日新聞出版分冊百科編集部（編集） , 编. . 朝日百科週刊. 25號 紀勢本線、參宮線、名松線. 朝日新聞出版. 2010-01-10: 18–21.
2. ↑  . RAIL FAN (鐵道友之會). 2004年12月, 51 (12): 28.
3. ↑  『和歌山縣統計年鑑』及『和歌山縣公共交通機關等資料集』
4. ↑  平成29年度和歌山縣公共交通機關等資料集PDF

## 外部連結
- 紀三井寺｜車站資訊：JR出門網 - 西日本旅客鐵道